# Накшиділь Султан
Накшиді́ль-султа́н (тур. Nakşidil Sultan), також Накші́-кади́н (тур. Nakşi Kadın; 1766 — 22 серпня 1817) — наложниця османського султана Абдул-Гаміда I, мати султана Махмуда II, валіде-султан.

## Життєпис

### Походження
Накшиділь народилася 1766 року.
Достовірно невідомо, звідки вона була родом. За популярною версією, Накшиділь тотожна Еме де Рівері — дочці французького плантатора з Мартиніки Анрі-Жакоба дю Бюк де Рівері і далекій родичці імператриці Жозефіни де Богарне. Влітку 1788 року Еме покинула Францію на кораблі, який безслідно зник у морі. За легендою, що мала на меті політичні та дипломатичні цілі, Еме захопили пірати і продали в гарем османського султана Абдул-Гаміда I. Версія ця не має документальних підтверджень, попри це легенді про «кузину» імператриці Жозефіни Богарне, що стала «царицею Сходу», присвячено кілька історичних романів і художніх фільмів.
Більшість наложниць у гаремах султанів, починаючи від XVIII століття, були родом з Кавказу; ймовірно, Накшиділь була однією з них. На думку Недждета Сакаоглу, вона могла бути черкеcкою або, ймовірніше, грузинкою. З раннього дитинства дівчинка росла і виховувалася в одному з палаців, що належали султанській родині, і отримала типову турецько-ісламську освіту.
Хоча в дослідженнях істориків і гаремних документах матір Махмуда II найчастіше називають саме Накшиділь, на її могилі і на її особистій печатці зазначено ім'я Накши-кадин.

### Наложниця султана

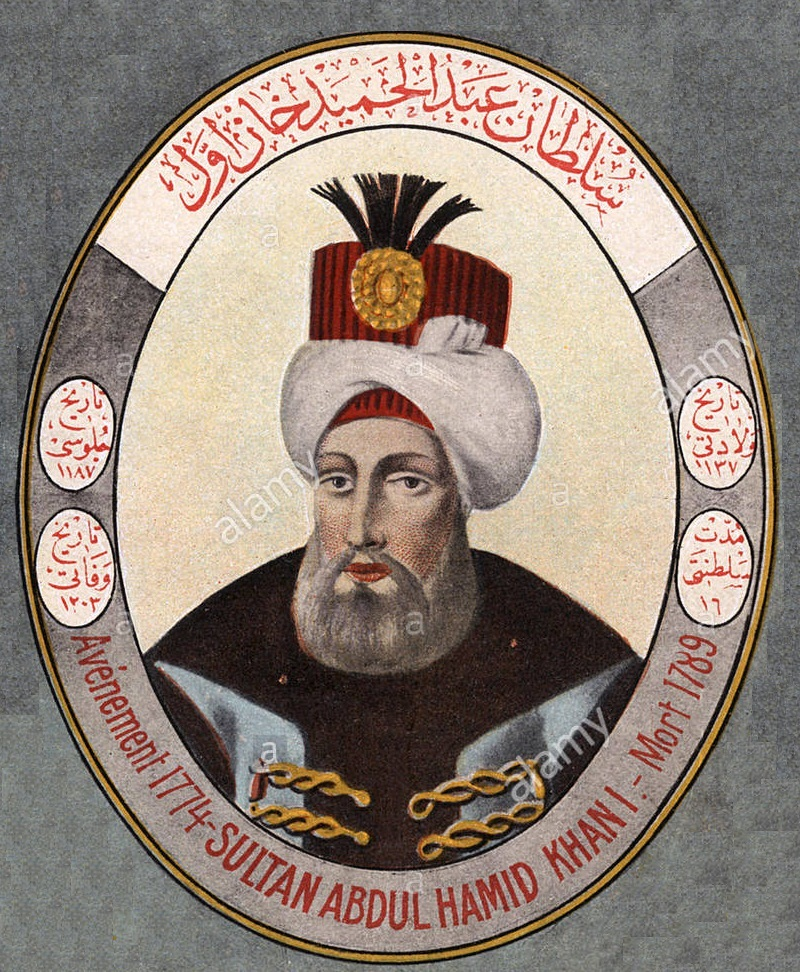
Султан Абдул-Гамід I, наложницею якого була Накшиділь

Інформація про життя Накшиділь вкрай уривчаста. Після потрапляння до столиці Османської імперії, Накшиділь опинилася в палаці Есми-султан, сестри Абдул-Гаміда I, де її помітив султан. Абдул-Гамід I став часто відвідувати сестру, після чого Есма подарувала йому Накшиділь. Вона стала сьомою кадин-ефенді султана. Свою першу дитину, сина Мурада, Накшиділь народила 22 жовтня 1783 року. 3 березня 1784 або 21 лютого 1785 року шехзаде Мурад помер від віспи, що позначилося на положенні Накшиділь у гаремі. Проте, на прохання султана, Накшиділь виділено утримання, яке раніше надавалось її синові. 20 липня 1785 року Накшиділь знову народила сина — майбутнього султана Махмуда II. Свою останню дитину, дочку Саліху, Накшиділь народила 27, 28 або 30 листопада 1786 року; Саліха померла з невідомої причини у віці 7 місяців 5 червня 1787 року. Таким чином, Махмуд II став єдиною дитиною Накшиділь, що дожила до зрілого віку.
Разом зі сином Накшиділь деякий час провела в одному з палаців у Бешикташі. У листуванні між Махмудом і його батьком з цього приводу шехзаде називає свою матір «поважною матінкою». Під час від'їзду Накшиділь з Топкапі влаштовано урочисті проводи, що свідчить про її вплив у гаремі. 7 квітня 1789 Абдул-Гамід I помер. На троні опинився його племінник Селім III, а гарем покійного султана відправлено до старого палацу. Це розлучило Накшиділь із сином на наступні кілька років. Про її життя в старому палаці не відомо нічого, крім витрат на харчування Накшиділь.
Селіма III, до якого Абдул-Гамід ставився вельми тепло, повалено 29 травня 1807 року і вбито 28 червня 1808 року за наказом нового султана Мустафи IV — сина Абдул-Гаміда I від Айше Сенієпервер-султан, також черкешенки або грузинки за походженням. Тоді ж планувалося вбивство і сина Накшиділь, проте Махмуду вдалося втекти. Правління Мустафи IV тривало недовго: влітку 1808 року русчуцький губернатор Байрактар Мустафа-паша, який раніше планував відновити на троні Селіма III, захопив султанський палац, заарештував султана Мустафу IV і звів на трон сина Накшиділь. Деякі джерела вказують, що сама Накшиділь у цей час була в палаці Топкапи і допомагала синові ховатися від убивць, проте насправді вона не покидала Старого палацу з часів смерті чоловіка. У цей час джерелом стабільного річного доходу Накшиділь стали три ферми поблизу Фатіха.

### Мати султана

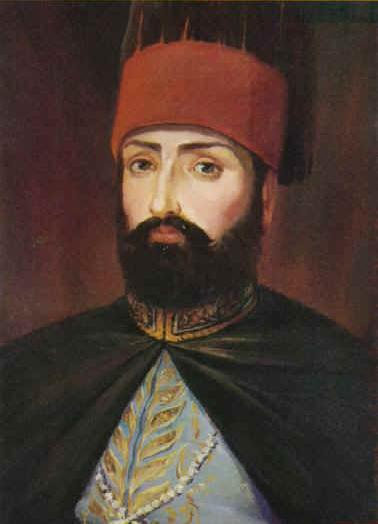
Султан Махмуд II, син Накшиділь

Махмуд II зійшов на престол 28 липня 1808 року. 8 серпня під час урочистої церемонії валіде-і алайи Накшиділь повернулася до палацу Топкапи і прийняла титул валіде-султан. Організовувала переїзд Накшиділь і святкування з цього приводу Ахретлік Айше Дюррюшехвар-ханим, за різними даними названа або єдинокровна сестра Махмуда II, народжена до вступу на престол їхнього батька. Сам султан зустрічав матір за воротами Орта Капи («середні ворота», також називалися Баб-ус Селям — «ворота вітань»), які вели в другий двір Топкапи, призначений для важливих державних церемоній; Махмуд поцілував руку Накшиділь, яка сиділа в кареті, і провів її до входу в гарем. Накшиділь стала останньою валіде в османській історії, для якої влаштовували церемонію валіде-і алайи.
З тридцятирічного правління сина Накшиділь прожила тільки 9 років. Документи цього періоду, як і раніше, містять вказівки про участь валіде в придворних церемоніях і її витрати, однак про вплив Накшиділь на сина і державні справи ніяких даних немає. Більш того, існують вказівки на те, що мати Махмуда II була відсторонена від державних справ.

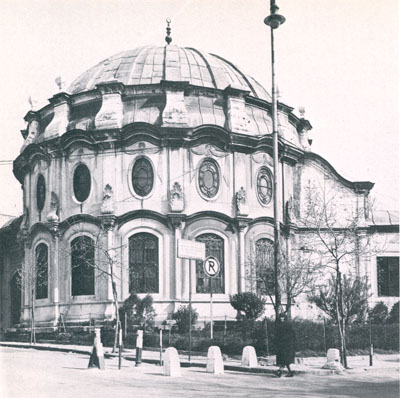
Тюрбе Накшиділь Валіде-султан у мечеті Фатіх, у якому спочиває мати Махмуда II

1817 року в Накшиділь з'явилися ознаки туберкульозу; за рішенням сина вона її відправили на лікування в Чамлиджу в павільйон (кешк) Гюмрюкчю Османа-паші. За здоров'ям матері султана стежив головний лікар і кілька його помічників, однак поліпшення не настало, і 22 серпня (за іншими даними, 6 вересня) 1817 року Накшиділь померла. Згідно з гаремними записами, статок Накшиділь на момент смерті становив 161 696,5 курушів, що було досить великою сумою. Похоронний намаз читав шейх-уль-іслам Мехмет Зейнелабіддін-ефенді. Накшиділь поховано у власному мавзолеї в мечеті Фатіх, де пізніше також поховано чотирнадцять членів султанської родини (дружини/наложниці і діти Махмуда II) і особливо наближена до султанської сім'ї служниця гарему Джеврі-калфа.
Як і багато матерів султанів, Накшиділь багато займалася благодійністю. За її наказом у Стамбулі побудовано комплекс Накшиділь Валіде-султан, до якого увійшли мала мечеть (месджид), Початкова школа, фонтани і тюрбе. Мечеть зруйновано 1812 року, проте в 1980-ті відновлено з деякими змінами. Також на кошти Накшиділь в Ускюдарі відновлено фонтан, побудований ще Нурбану-султан, і мечеть.

## В культурі
Накшиділь є головною героїнею історичного роману Михайла Грецького «Султана» (1983) і його екранізації «Сила пристрасті» (1989). І в романі, й у фільмі підтримується легенда про те, що матір'ю Махмуда II була француженка і далека родичка імператриці Жозефіни Богарне — Еме де Рівері; роль Еме-Накшиділь виконала Ембер О'Ші (Amber O'Shea). Накшиділь є головною героїнею телесеріалу «Султан-невільник» (2012; інша назва — «Накшиділь»); тут Накшиділь є черкешенкою на ім'я Альбіна, роль виконали Тувана Тюркай і Оя Акар.